# フライハウス

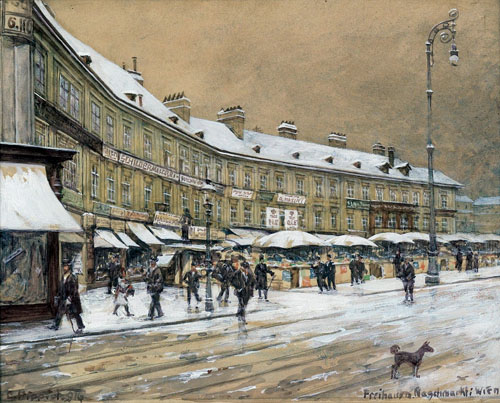
ナッシュマルクト側から見たフライハウス（1916年、カール・ピピッヒ画）

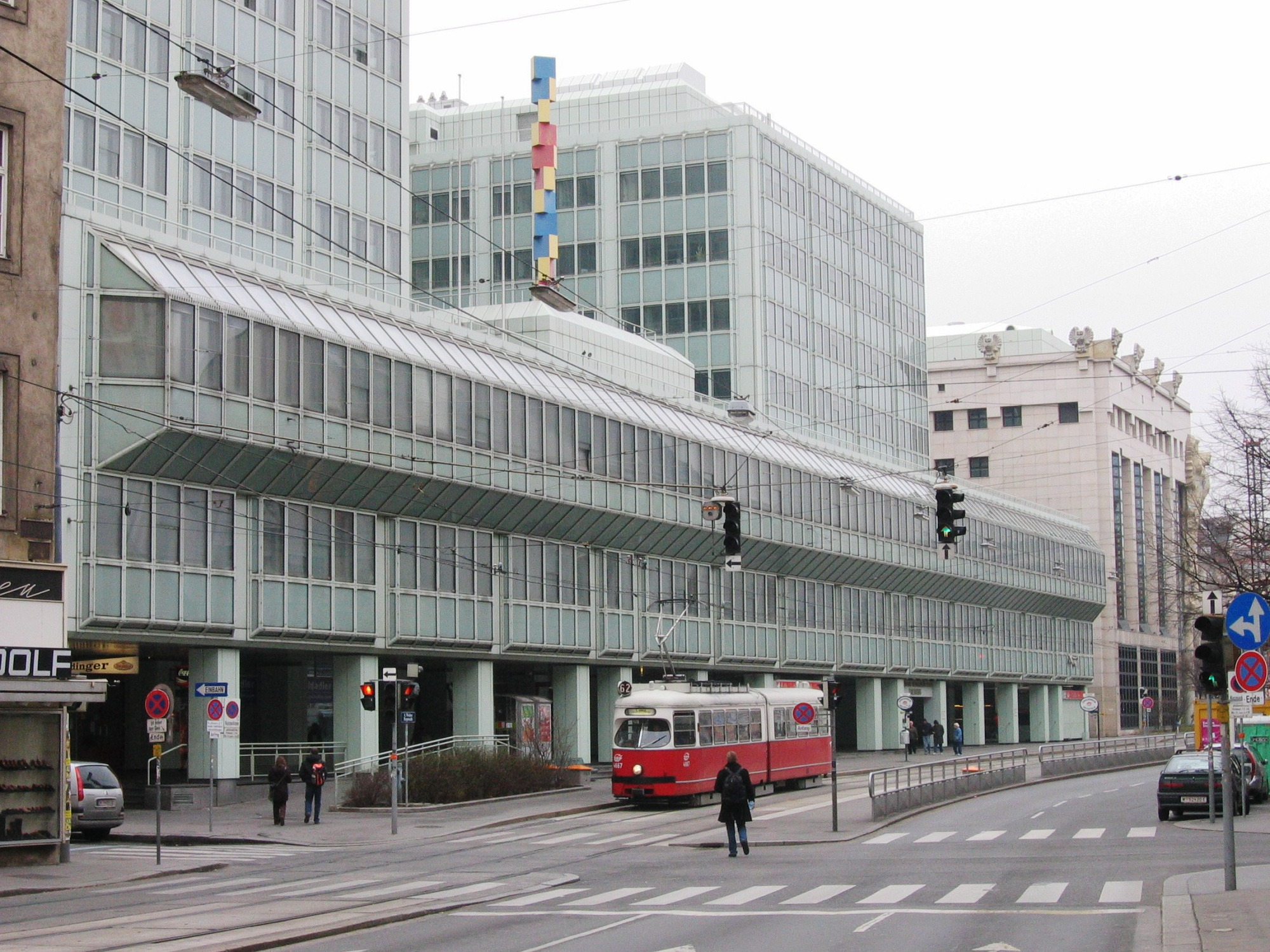
現在のフライハウス（ウィーン工科大学の校舎）

フライハウス（ドイツ語：Freihaus auf der Wieden、フライハウス・アウフ・デア・ヴィーデン）は、ウィーン郊外のヴィーデン地区にあった、巨大で複合的な集合住宅施設。
1850年からウィーン市第4区（ウィーン市ヴィーデン区）に編入された。
1937年までに建物は全て取り壊されたが、その名称は今日、1970年代にかつての敷地跡に建てられたウィーン工科大学の校舎の名前として、今も受け継がれている。

## 歴史
フライハウス(ドイツ語で「自由の家」)は17世紀に建設されたが、この名称の由来は、所有者に、非課税特権(Steuerfreiheit。frei<フライ>には「自由」と並び「解放された、免除された」の意味がある)と自律的裁判権が付随していたためである。
1643年、後のフライハウスとなる敷地の中核部分を皇帝（兼、低オーストリア君主）フェルディナント3世から封禄（封建知行）として授かったのは、帝国伯コンラート・バルタザール・ライヒスグラーフ・フォン・シュタルヘンベルク。この人物は、1683年のトルコ軍勢による第2次ウィーン包囲の際に、ウィーン防衛軍を指揮したエルンスト・リューディガー・フォン・シュタルヘンベルクと元帥マクシミリアン・ローレンツ・フォン・シュタルヘンベルクの父親に当たる人物である。コンラートは1647年、皇帝より特許状を授受し、コンラート自身とその子孫に対し、非課税特権と、建物住居の全ての住人に対する自律的裁判権を保障された。コンラートはこの土地を「コンラート島」(Conradswörth。Wörthは「島」の意味で、敷地の一部はウィーン川の中州の島にもかかっていた)と名付け、1686年の遺言状で家の長子相続財産にすると規定した。この結果、長男のみが相続の権利を持つことになった。
1657年、火災で焼失。1660年、シュタルヘンベルク伯はフライハウス(この名称の史料上の初出は1703年のこと)を再建し、このときにはロザリア礼拝堂（村の教会並みの規模）も付随して建てた。並行して敷地の拡張に着手し、土地の買入は1665年まで続いた。1683年、第2次ウィーン包囲に際しては、敵軍の退避スペースに利用されないよう、建物は撤去された。1684年に再建されたが、これも1759年の火災で焼失した。続く再建は1769年までかかったが、このときには、1000人以上の住人を収容する集合住宅（ウィーンで最大規模の賃貸集合住宅だった）、市場、工房、ワイン居酒屋、果物菜園、馬の厩舎をも含むものとなった。1785年、上階が建て増しされ、さらに別の建物も新築された。この敷地内には1787年にフライハウス劇場も作られ、1791年にモーツァルトのオペラ「魔笛」の初演がとり行われたことで知られている。
1858年、当時進められていた旧市壁の撤去とリング通りの新設・整備の過程で、フライハウスの建物の一部と、周辺の街区の家屋の取り壊しが検討され、1872年、所有者のカルミロ・ハインリヒ・フォン・シュタルヘンベルクは敷地を銀行へ売却する決定をした。フライハウスの取り壊しの計画が立てられたが、1873年の相場恐慌の影響で取りやめとなった。ロザリア礼拝堂は1872年に世俗化された。
20世紀初頭になると、1世紀も前のフライハウスの住居が標準的な生活水準に劣ることが明らかになり、近代的な都市計画の妨げになっていることが示された。市議会は1913年、ウィーン市4区のこの地区の開発計画を発表し、フライハウスの敷地に公共の道路（通り）を通すことなどを計画し（例えば、1区から延びるオペルンガッセを4区のマルガレーテンシュトラーセ通り<Margaretenstraße>まで延伸することなど）、通りの名称まで決めていたが、間もなく始まった取り壊しは第一次世界大戦の勃発と戦後の経済危機により工程が遅れることになった。敷地の大半が取り壊されて更地になったのはようやく1935年-1937年になってからである。ただし、古い建物が残った部分もあり、第二次世界大戦の空襲で深刻な破壊を受けた後、1968年-1970年、残った全ての建物が撤去された。
1970年代には、かつてのフライハウスの敷地のうち、オペルンガッセとヴィードナーハウプトシュトラーセ通り(Wiedner Hauptstraße)の中間部分にウィーン工科大学の校舎が建てられた。この校舎が現在では「フライハウス」と呼ばれていて、校舎に隣接するグレッツル(Grätzl)からナッシュマルクトに至る街区が「フライハウス地区」の呼称を与えられている。

## フライハウス劇場
1787年、フライハウスの敷地内にフライハウス劇場が建てられた。公式の名称はアウフ・デア・ヴィーデン劇場。
1789年、エマヌエル・シカネーダーが支配人となり、1791年9月30日、モーツァルトのオペラ「魔笛」の初演が執り行われ、後には、ペーター・フォン・ヴィンターのオペラ「魔笛第2部」の初演も行われた。1801年6月11日、最後の公演が行われて閉場となり、この後は、近接の土地に新設され、現在まで存続しているアン・デア・ウィーン劇場へと劇場業務が移転した。閉場となったフライハウス劇場は賃貸住宅に改装された。

## ロザリア礼拝堂
フライハウスの敷地の中央付近に建てられたロザリア礼拝堂は、1646年以降、ウィーン司教区でペストの守護聖人とされた聖ロザリアに奉献された礼拝堂である。1872年に世俗化された。1760年建造の中央祭壇は1926年、ニーダーエステライヒ州、キルヒベルク・アム・ヴェクセルの聖ヴォルフガング教会へ移築された。1968年、礼拝堂は取り壊されたが、中庭の正面玄関は数世紀前のフライハウスから受け継がれた最後の無傷の建築物として、ナッシュマルクトに移設されている。

## フライハウス地区
かつてのフライハウスの敷地とその周辺は、北東のナッシュマルクトと東方のヴィードナーハウプトシュトラーセ通りに囲まれた街区となっていて、現在、マーケティングの文脈では特に「フライハウス地区」と呼ばれている。あるショッピングストリートの資料では、ウィーンで最も活気に満ち、好奇に満ちた地区とされ、国際的な特色を兼ね備えた都市型トレンドストリートと呼ばれている。